# Bushidō
Bushidō (武士道, ”krigarens väg” eller ”krigarens dygd”) är det japanska ordet för den hederskodex som samurajerna följde. Hederskodexen inspirerades bland annat av Konfucianism och Buddhism. Den främsta regeln var total lojalitet mot sin länsherre, daimyon.
Att visa mod och lojalitet till sin herre var samurajernas plikt, giri, även om det skulle kosta dem livet. Andra regler innefattade även en stoisk hållning mot alla livets vedermödor.
Giri innebär ofrånkomliga skyldigheter mot överordnade, mot föräldrar, mot underlydande och mot samhället i stort.
Bushido bestod av moralregler i form av praktiska frågor, som hämtades från konfucianismen, i vilken förhållanden föreskrevs mellan de som styr och de som blir styrda, mellan äldre och yngre, mellan make och maka, mellan vänner. Samurajerna kom även att företräda ideal med rötter i Japans stora religioner buddhismen och shinto. Buddhismen föreskrev ordknapphet, förlitan på plötslig insikt och koncentration medan shinto var den bärande tron för samurajerna, en tro som omfattar en form av panteism. Gudarna finns överallt och innefattar förfädernas andar — och allt bär en gudomlighet. En samuraj skulle vara trogen och lojal inte enbart mot sin herre utan också mot sin släkt. Samurajen skulle vara ärlig, modig och rättfärdig, men också visa barmhärtighet fast ändå alltid vara beredd att offra sig för de sina. Den största offervilligheten var att begå självmord genom seppuku. Samurajens värld var således strängt reglerad. Än idag finns det tydliga spår av detta regelverk i det japanska samhället, till exempel i relationer i familjen även om det luckras upp allteftersom.

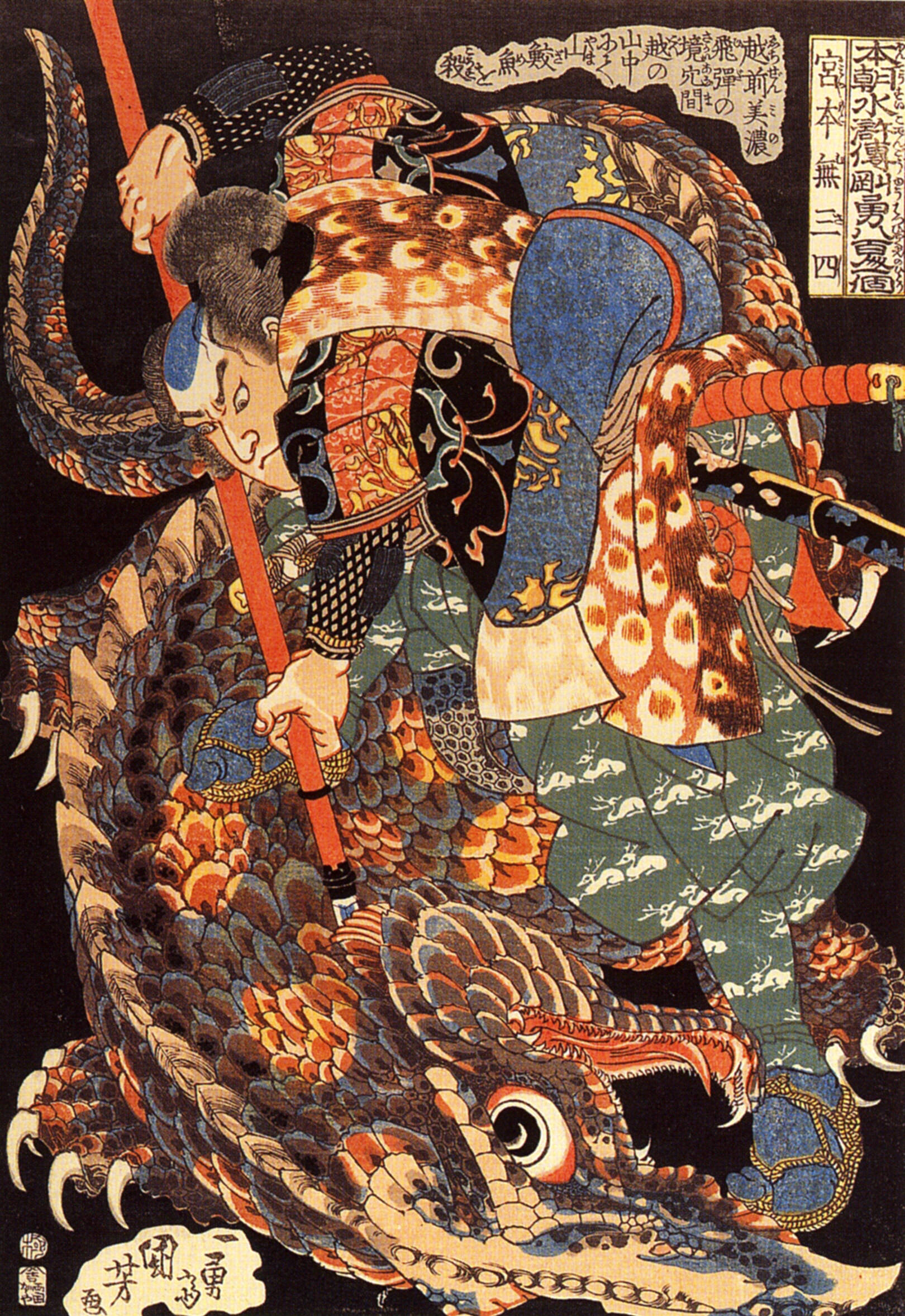
Miyamoto Musashi dödar en gigantisk nue, från De fem ringarnas bok

## Bushidōns kardinaldygder
En krigare förväntades leva efter följande sju grundprinciper:
- Rättrådighet (義 gi?) Rätt avgörande, taget med rätt attityd och baserat på sanningen.
- Mod (勇氣 yūki?). Innebar även att uthärda.
- Universell kärlek (仁 jin?)
- Respekt (禮 rei?)  att göra det rätta, visa artighet
- Uppriktighet (誠 makoto?)
- Heder (名誉 meiyo?)
- Lojalitet (忠義 chūgi?) och hängivenhet

### Associerade dygder
- Tillgivenhet (孝 kō?) från barn till föräldrar
- Visdom (智 chi?)
- Omtanke med de åldrade (悌 tei?)
- Bushi no nasake, samurajens barmhärtighet, medkännande och förlåtande. En krigare kunde förbarma sig mot en fånge och underlåta sig att döda honom eller visa honom stor respekt.[3]

## Inställning till liv och död
Samurajerna trodde på återfödelse, och idealet var att inte frukta döden. Om de hamnade att välja mellan liv och död så var det menat att de skulle välja döden. Enligt en uppfattning av bushido var det mest ärofulla sättet att dö på i strid. Om detta var omöjligt eller utom räckhåll för en samuraj, var rituellt självmord, också känt som Seppuku, eller harakiri, ett alternativ. Detta var en allvarlig händelse, som inte utfördes hur som helst. Det kunde vara ett alternativ för att behålla sin heder, om man exempelvis blivit tagen levande i strid, men en samuraj kunde även bli beordrad av sin överordnade att begå seppuku.

## Bushido då och nu
En av de skrifter som tidigt omnämner begreppet är Hagakure, eller "Hidden by the leaves" av Yamamoto Tsunetomo, tidigare samuraj i Nabeshima Mitsushiges tjänst. Han skrev denna efter att ha nekats att, som sin herre, begå seppuku, utan istället blivit buddhistmunk. Yamamoto framhäver att bushido är "Döendets väg", och att en samuraj alltid bör vara beredd på döden. Många budo-utövare idag anser att den är överdrivet bitter.
Den moderna uppfattningen om bushido är mycket influerad av Nitobe Inazos bok "Bushido: the Soul of Japan". Denna skrevs 1905, bland annat för att hjälpa till att förklara den uppfattade japanska mentaliteten för västerlänningar, främst amerikaner. Ur en kritisk synvinkel kan det argumenteras att Nitobe förskönar vad som i grunden var en blodtörstig riktlinje att leva för.
De ovanstående exemplen på nedskriven tradition, kan fortfarande sägas vara alltför ensidiga och överslätande. Bushido var en levande och muntlig tradition, som aldrig klart definierades i listor eller dokument, utan varierade beroende på lärare, och var något man snarast lärde känna genom att leva den.
Moderna översättningar i väst av Bushidō-relaterade dokument tog sin början på 1970-talet med den danske filosofen och japanologen Carl Steenstrup, som undersökte de etiska koderna hos berömdas samurajklaner som Hōjō Sōun och Imagawa Sadayo.